# Rudki (rejon czortkowski)
Rudki (ukr. Рудки) – wieś na Ukrainie w  obwodzie tarnopolskim, w rejonie czortkowskim.
Do 2020 w rejonie husiatyńskim. 